# Idioma mamanoá
El mamanoá (Minamanwâ) es un idioma perteneciente a las lenguas mesofilipinas. Se habla principalmente en el área alrededor del lago Maínit y es la lengua materna del pueblo mamanoá. Según el censo de 1990, tiene 5000 hablantes.
Su gramática se considera conservadora, manteniendo características que hoy en día se preservan solo en unas de las lenguas batánicas, como la distinción deíctica entre tres artículos.